# Alternativa Democratica (Serbia)
Alternativa Democratica (in serbo: Demokratska Аlternativa - DA) è stato un partito politico di ispirazione socialdemocratica attivo in Serbia dal 1997 al 2003.
Fondato in seguito ad una scissione interna al Partito Socialista di Serbia, gli esponenti di Alternativa Democratica sottolineavano la necessità di introdurre nel Paese uno ordinamento politico di tipo democratico e si contrapponevano al potere autoritario di Slobodan Milošević. Il leader del DA, Nebojša Čović, era stato sindaco di Belgrado dal 1994 al 1997.
Il partito debutta in occasione delle elezioni parlamentari del 1997, in cui ottiene circa l'1,5% dei voti e un seggio. Successivamente entra a far parte dell'Opposizione Democratica di Serbia, ampio schieramento guidato da Zoran Đinđić contrapposto ai socialisti. La coalizione di opposizione vince le elezioni parlamentari del 2000 e DA ottiene sei seggi. Čović è eletto e, dopo l'assassinio del Primo ministro della Serbia Đinđić, per un breve periodo assume ad interim la guida del governo.
Alle successive elezioni parlamentari del 2003, DA si presenta autonomamente e raccoglie il 2,2% dei voti, non riuscendo così ad eleggere alcun parlamentare. Dopo l'insuccesso elettorale, DA confluisce nel Partito Social Democratico e Čović ne diventa presidente.